# آنگلومون
آنگلومون (به فرانسوی: Anglemont) یک کمون در فرانسه است که در canton of Rambervillers واقع شده‌است. آنگلومون ۵٫۹۳ کیلومتر مربع مساحت دارد ۲۸۵ متر بالاتر از سطح دریا واقع شده‌است.